# Wilmot (New Hampshire)
Letcher – miasto w Stanach Zjednoczonych, w stanie New Hampshire, w hrabstwie Merrimack.